# Ludovico II di Saluzzo
Lodovico II di Saluzzo, o Ludovico II del Vasto (Saluzzo, 23 marzo 1438 – Genova, 27 gennaio 1504), fu marchese di Saluzzo dal 1475 alla morte.

## Biografia
Figlio del marchese Ludovico I di Saluzzo (1406-1475) e di Isabella Paleologa (1427-1470), figlia di Giangiacomo, marchese di Monferrato, mantenne il titolo di conte di Carmagnola fino al 1475, quando salì al potere del marchesato.

### Marchese di Saluzzo

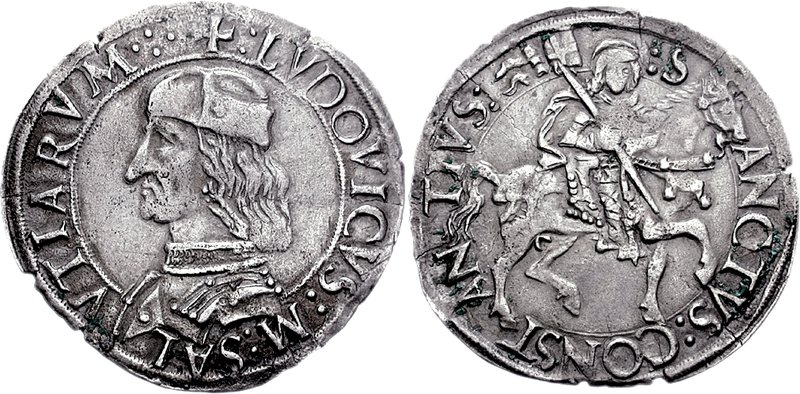
"Cavallotto" della zecca di Carmagnola (1475) con l'effigie di Ludovico II

La saggia politica paterna di equilibrio venne stravolta dalla sfortunata campagna militare contro Carlo I di Savoia del 1487: Saluzzo, dopo alterne vicende, che la portarono ad essere anche sottratta al suo marchese, iniziò a decadere pericolosamente. Alla morte di Carlo I fu ripresa dal marchese Ludovico, ma gran parte della gloria passata era ormai perduta. 
Quando Carlo VIII di Francia scese in Italia, fu al suo seguito, aiutando il suo esercito nella battaglia di Fornovo. Luigi XII, poi, attaccò e conquistò Milano, Ludovico lo seguì impegnandosi anche nelle lotte contro gli spagnoli a Napoli. La disperata situazione economica lasciata dalle spese militari delle guerre del marchese Ludovico II pose fine ad ogni tentativo di ripresa economica.
Il marchese morì a Genova, a 66 anni, nel 1504: la reggenza dello Stato per il figlio Michele Antonio, minore d'età, fu assunta dalla madre e seconda moglie di Ludovico, Margherita di Foix-Candale, donna energica e volitiva.

### Il monumento funebre

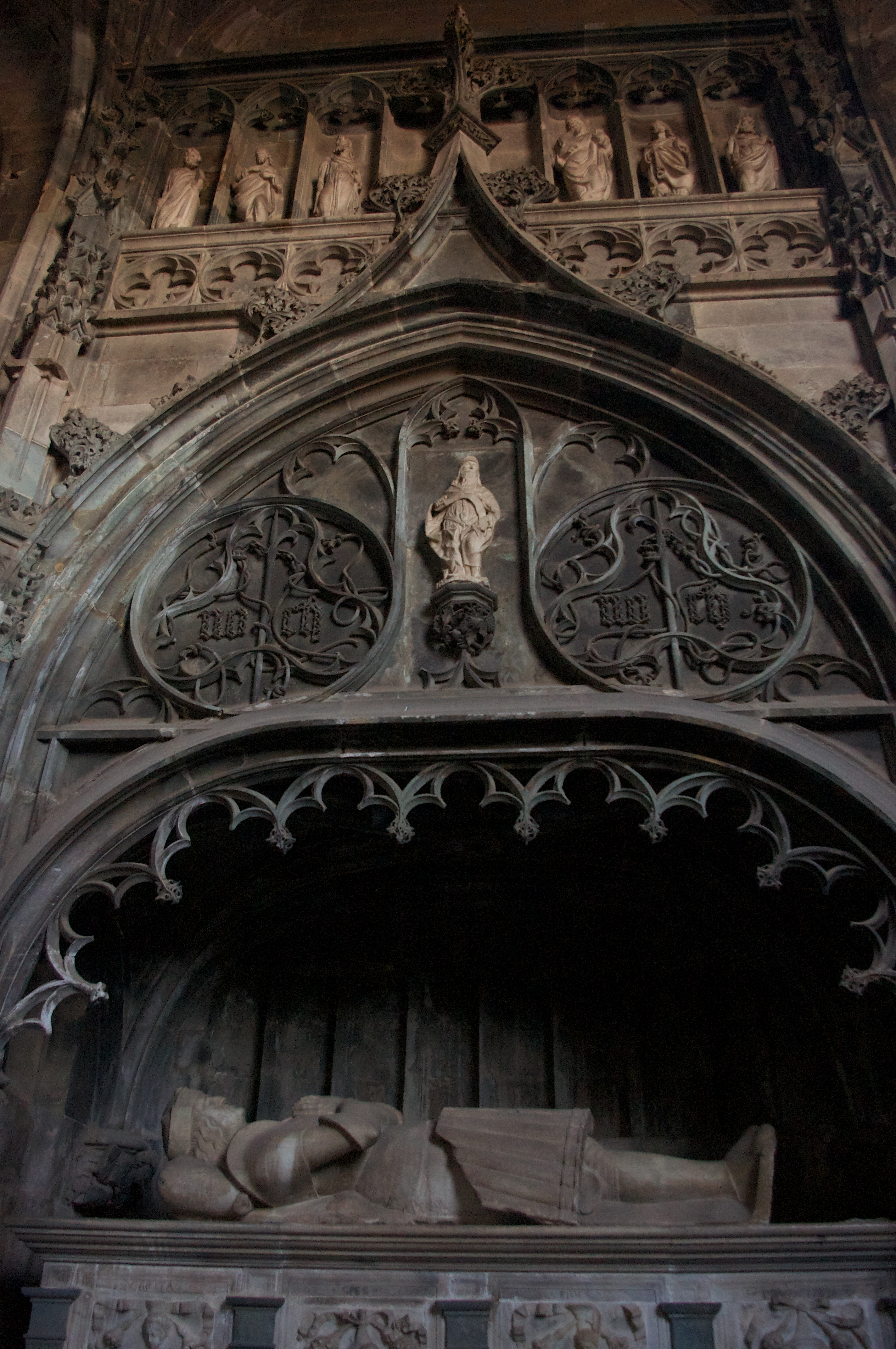
Tomba di Ludovico II, nella chiesa di San Giovanni (Saluzzo)

Il monumento funebre di Ludovico II si trova oggi all'interno della chiesa di San Giovanni a Saluzzo, commissionato dalla consorte Margherita nel 1504 e realizzato in marmo bianco di Paesana, intorno al 1508, dallo scultore lombardo Benedetto Briosco. Nella nicchia di fronte avrebbe dovuto trovarsi il feretro della marchesa che, però, morì e fu tumulata in Francia.
A Ludovico II si deve anche la realizzazione della cattedrale di Saluzzo, in stile tardogotico piemontese. Fu anche il promotore della costruzione del primo traforo alpino, il buco di Viso, a 2880 m s.l.m., alle pendici del Monviso, per aprire una rotta commerciale sicura e duratura chiamata via del Sale con il Delfinato e la Provenza. Durante il suo regno la zecca di Carmagnola coniò splendide monete con l'effigie sua e di Margherita, tuttora ricercate dai collezionisti.

## Matrimoni e discendenza
Nell'agosto 1481 Ludovico sposò la cugina Giovanna del Monferrato (1467-1490), figlia di Guglielmo VIII del Monferrato e nipote di Gastone IV di Foix e della regina Eleonora di Navarra, e dalla quale ebbe:
- Margherita (1486[6] - ?), promessa il 27 luglio 1490[6] ad Antonio Maria Sanseverino, quindi nel 1496 a Claudio Giacomo di Miolans, morto nel 1497 (figlio di Antelmo IV Barone di Miolans e di Gilberta di Polignac, contessa di Montmayeur); sposò nel 1515 Pietro di Salvatierra (Pedro López di Herrera, signore di Ampudia e conte di Salvatierra morto nel 1524. Gentiluomo spagnolo, dal quale ebbe un figlio: Atanasio López di Herrera e Saluzzo);
- n.n. (nato morto il 29 dicembre 1490).

Nel 1492 Ludovico sposò in seconde nozze Margherita di Foix-Candale, figlia di Jean de Foix, primo conte di Candale, e di Margaret de la Pole, nipote di William de la Pole, I duca di Suffolk e zia di Anna di Foix-Candale, regina di Boemia, dalla quale ebbe:
- Michele Antonio, marchese di Saluzzo e primo successore di Ludovico;
- Giovanni Ludovico, marchese di Saluzzo subentrato a Michele Antonio alla sua morte, fu destituito dai francesi che lo sostituirono con il fratello Francesco: fu l'ultimo della dinastia (†1563);
- Francesco, marchese di Saluzzo, acquisì la titolarità del marchesato dopo Gian Ludovico;
- Adriano (1499-1501);
- Gabriele, abate di Staffarda e poi vescovo di Aire dal 1530 al 1538, quando lasciò la vita ecclesiastica per succedere al fratello Francesco, deceduto nel 1529; fu l'ultimo marchese di Saluzzo.

## Ascendenza
|                                 |                           |                            | Genitori             |  |  | Nonni |  |  | Bisnonni               |  |  | Trisnonni             |  |
|                                 |                           |                            |                      |  |  |       |  |  | Federico II di Saluzzo |  |  | Tommaso II di Saluzzo |  |
|                                 |                           |                            |                      |  |  |       |  |  | Federico II di Saluzzo |  |  | Tommaso II di Saluzzo |  |
|                                 |                           | Ricciarda Visconti         |                      |  |  |       |  |  | Federico II di Saluzzo |  |  |                       |  |
| Tommaso III di Saluzzo          |                           |                            |                      |  |  |       |  |  | Federico II di Saluzzo |  |  |                       |  |
|                                 |                           | Beatrice di Ginevra        | Ugo di Ginevra       |  |  |       |  |  |                        |  |  |                       |  |
|                                 |                           | Beatrice di Ginevra        | Ugo di Ginevra       |  |  |       |  |  |                        |  |  |                       |  |
|                                 |                           | Beatrice di Ginevra        | Isabella d'Anthon    |  |  |       |  |  |                        |  |  |                       |  |
| Ludovico I di Saluzzo           |                           | Beatrice di Ginevra        |                      |  |  |       |  |  |                        |  |  |                       |  |
|                                 |                           | Ugo II di Pierrepont       | Simone di Pierrepont |  |  |       |  |  |                        |  |  |                       |  |
|                                 |                           | Ugo II di Pierrepont       | Simone di Pierrepont |  |  |       |  |  |                        |  |  |                       |  |
|                                 |                           | Ugo II di Pierrepont       | Maria di Châtillon   |  |  |       |  |  |                        |  |  |                       |  |
| Margherita di Roucy             |                           | Ugo II di Pierrepont       |                      |  |  |       |  |  |                        |  |  |                       |  |
|                                 |                           | Bianca di Coucy            | Raoul III di Coucy   |  |  |       |  |  |                        |  |  |                       |  |
|                                 |                           | Bianca di Coucy            | Raoul III di Coucy   |  |  |       |  |  |                        |  |  |                       |  |
|                                 |                           | Bianca di Coucy            | Giovanna d'Harcourt  |  |  |       |  |  |                        |  |  |                       |  |
| Ludovico II di Saluzzo          |                           | Bianca di Coucy            |                      |  |  |       |  |  |                        |  |  |                       |  |
|                                 | Teodoro II del Monferrato | Giovanni II del Monferrato |                      |  |  |       |  |  |                        |  |  |                       |  |
|                                 | Teodoro II del Monferrato | Giovanni II del Monferrato |                      |  |  |       |  |  |                        |  |  |                       |  |
|                                 | Teodoro II del Monferrato | Elisabetta di Maiorca      |                      |  |  |       |  |  |                        |  |  |                       |  |
| Giovanni Giacomo del Monferrato | Teodoro II del Monferrato |                            |                      |  |  |       |  |  |                        |  |  |                       |  |
|                                 |                           | Giovanna di Bar            | Roberto I di Bar     |  |  |       |  |  |                        |  |  |                       |  |
|                                 |                           | Giovanna di Bar            | Roberto I di Bar     |  |  |       |  |  |                        |  |  |                       |  |
|                                 |                           | Giovanna di Bar            | Maria di Valois      |  |  |       |  |  |                        |  |  |                       |  |
| Isabella Paleologa              |                           | Giovanna di Bar            |                      |  |  |       |  |  |                        |  |  |                       |  |
|                                 |                           | Amedeo VII di Savoia       | Amedeo VI di Savoia  |  |  |       |  |  |                        |  |  |                       |  |
|                                 |                           | Amedeo VII di Savoia       | Amedeo VI di Savoia  |  |  |       |  |  |                        |  |  |                       |  |
|                                 |                           | Amedeo VII di Savoia       | Bona di Borbone      |  |  |       |  |  |                        |  |  |                       |  |
| Giovanna di Savoia              |                           | Amedeo VII di Savoia       |                      |  |  |       |  |  |                        |  |  |                       |  |
|                                 |                           | Bona di Berry              | Giovanni di Valois   |  |  |       |  |  |                        |  |  |                       |  |
|                                 |                           | Bona di Berry              | Giovanni di Valois   |  |  |       |  |  |                        |  |  |                       |  |
|                                 |                           | Bona di Berry              | Giovanna d'Armagnac  |  |  |       |  |  |                        |  |  |                       |  |
|                                 |                           | Bona di Berry              |                      |  |  |       |  |  |                        |  |  |                       |  |